# Goede huisvader
De goede huisvader (Latijn: bonus pater familias), als een goed huisvader of de zorg van een goed huisvader, is een juridisch principe en algemene rechtsnorm die men op vele plaatsen vindt in het Belgische en Nederlandse burgerlijk recht, inhoudend dat iemand zich redelijkerwijze en als een verantwoord persoon gedraagt die alles doet wat nodig is om (voorzienbare) schade te voorkomen. Naamgeving van de norm komt uit het oude Romeinse recht, waar de mannelijke oudste van een familie de volledige zeggenschap had over alle mensen, have en goed van een huishouden. De norm wordt in het geldende recht gebruikt om te beoordelen of iemand onder de omstandigheden en feiten van een bepaald geval, een verwijt is te maken voor bepaald gedrag. Vergeleken wordt het gedrag dat ter beoordeling staat, met het fictieve te verwachten gedrag wat een goed huisvader onder dezelfde omstandigheden zou hebben vertoond, dat is een gemiddelde burger met doorsnee gedrag.
In het recht wordt gebruik gemaakt van dergelijke open normen als het ondoenlijk is in de wet voor elke mogelijke situatie een bepaalde rechtsregel op te stellen en het niet goed mogelijk is de te verwachte gevallen in categorieën in te delen. In het Nederlands erfrecht kent men voor het bewind over een erfenis bijvoorbeeld de open norm 'met de zorg van een goed bewindvoerder'.

## Voorbeelden
Na het afsluiten van de verkoop van een dier, moet de oorspronkelijke eigenaar het dier van eten en drinken voorzien, totdat het dier wordt afgehaald.

## België
In België is de notie ‘goede huisvader’ in 2021 in het Burgerlijk Wetboek vervangen door het neutrale ‘voorzichtig en redelijk persoon’, een wijziging die past in het streven het Belgische recht te ontdoen van zijn patriarchale karakter. Inhoudelijk is er niets veranderd. Een rechter beoordeelt of men zich al dan niet heeft gedragen zoals een normaal vooruitziend en zorgvuldig persoon, geplaatst in dezelfde feitelijke omstandigheden, zou hebben gedaan.
Is een bepaalde wetsbepaling overtreden, dan geldt dat automatisch als een fout en ontstaat schadeplicht. Is dat niet zo, gaat de rechter na of de algemene zorgvuldigheidsnorm is nageleefd. “Normaal” betekent dat men naar het gedrag van een redelijk persoon zal kijken, “vooruitziend” betekent dat er verwacht wordt dat de gevolgen van de gedragingen worden ingeschat.

## Nederland
In Nederland is de norm bijvoorbeeld opgenomen in boek 7A van het Burgerlijk Wetboek, artikel 1781 lid 1. In een arrest van de Hoge Raad bepaalde dit hoogste Nederlandse rechtscollege dat er geen algemene regel voor invulling van de norm is te geven:
“Wat de zorgplicht van ‘een goed huisvader’ inhoudt, hangt af van de omstandigheden van het geval, zoals de inhoud van de overeenkomst, waaronder begrepen het bij de overeenkomst beoogde gebruik van de zaak, de aard van het geleende en eventueel naast de bruikleen tussen partijen bestaande (rechts)betrekkingen, alsmede van de redelijkheid en billijkheid.”— Hoge Raad 30 juni 2017, ECLI:NL:HR:2017:1186
Dit oordeel is een standaardarrest.